# Дуброво (Селивановский район)
Дуброво — село в Селивановском районе Владимирской области России, входит в состав Новлянского сельского поселения.

## География
Село расположено на берегу реки Ушна (приток Оки) в 8 км на восток от центра поселения деревни Новлянка и в 13 км на юго-восток от райцентра рабочего посёлка Красная Горбатка.

## История
В XV-XVII веках село Дуброво было центром Дубровского стана Муромского уезда. Известно, что с XV века здесь была деревянная церковь Михаила Архангела. В 1703 году церковь сгорела. На месте погоревшей была собрана другая деревянная перевезённая из села Борисоглебского, церковь Флора и Лавра со священным источником. На средства прихожан в 1833 году был выстроен каменный храм. Престолов в храме три: главный во имя Живоначальной Троицы, в трапезе во имя святого Архистратига Михаила и святой мученицы Параскевы. В советское лихолетье храм не закрывался и сюда свозили церковную утварь и иконы со всего района, но ввиду того, что церковь не охранялась, все это постепенно было разграблено. В 1991 году официально зарегистрирован приход Свято-Троицкого храма. Но полностью восстановлена церковь только в XXI веке.
В конце XIX — начале XX века село являлось центром Дубровской волости Муромского уезда. 
С 1929 года село являлось центром Дубровского сельсовета Селивановского района, позднее вплоть до 2005 года — в составе Новлянского сельсовета.

## Население
| 1859 | 1897 | 1926 |
| ---- | ---- | ---- |
| 758  | 940  | 1685 |

| 1859 | 1897 | 1926  | 2002 | 2010 | 2021 |
| ---- | ---- | ----- | ---- | ---- | ---- |
| 758  | ↗940 | ↗1685 | ↘147 | ↘95  | ↗99  |

## Достопримечательности
В селе находится действующая Церковь Троицы Живоначальной (1838).